# El Presto
Eduardo Miguel Prestofelippo (Paraná, Entre Ríos; 26 de julio de 1992), conocido artísticamente como El Presto, es un periodista e influencer político argentino de derecha, conocido por sus manifestaciones controversiales y provocativas.

## Biografía
Oriundo de Paraná, Entre Ríos, Prestofelippo conoció el periodismo y la comunicación de muy joven. A los 10 años comenzó realizando humor gráfico; y poco después, a los 11 años, ya estaría redactando notas para El Diario de Paraná, y se extendería su labor a otros medios gráficos como el semanario Análisis de Paraná, el semanario PNÁ de Paraná, la revista Rumbos de Buenos Aires, el diario Soldados de Buenos Aires, el periódico Sociedad Civil de Paraná, entre otros.
A la edad de 15 años se mudó a Córdoba, donde reside hasta la actualidad.
En 2014 se acercó al sector de las redes sociales a través de Facebook con una página llamada "Presto Humor", donde paulatinamente iría publicando contenido cada vez más crítico hacia la sociedad, la cultura y la política. Esta página terminó mutando a un contenido meramente periodístico e informativo, con fuerte presencia de temas políticos.
Este proyecto, denominado "El Presto" desde el año 2015, derivó en un canal de YouTube (con 396.000 suscriptores a enero de 2023), la mencionada página de Facebook (771.000 seguidores a enero de 2023), una página de Instagram (con 363.000 seguidores a enero de 2023) y un portal de noticias llamado Data 24.
A principios de 2019 fue proclamado como primer candidato a legislador cordobés por el Partido Libertario, en el marco de la candidatura presidencial de José Luis Espert. Pero no se pudo presentar porque la jueza electoral lo dio de baja porque no tenía domicilio en Córdoba.
En el año 2020, El Presto fue militante anticuarentena, y alentó las concentraciones públicas durante la cuarentena argentina.
En el año 2021, la cuenta de Twitter de Presto fue inhabilitada permanentemente por criticar al lenguaje de género y a las políticas de género llevadas adelante por el Ministerio de las Mujeres, Géneros y Diversidad a través de una serie de tuits sarcásticos relacionado al homicidio de Úrsula Bahillo, una joven de 18 años asesinada por su expareja. Publicó en Twitter: “Seguro que si Úrsula le hablaba con ‘E’ a su asesino, se salvaba. ¡Ah, no! ¡Esperá un cachito!", "Úrsula le tendría que haber cantado (con un ukelele) una canción anticapitalista y antipatriarcal a su asesino. Eso seguro la salvaba”, "A mí me hicieron creer que con lenguaje inclusivo y con el Ministerio de la Mujer esto se solucionaba. Hemos sido engañados", "Defienden a un gobierno que libera femicidas y violadores". Ese mismo día, el influencer realizó un descargo en su cuenta oficial de Instagram argumentando que sus comentarios habían sido sacados de contexto como parte de una operación política: "En el día de hoy hice unos comentarios en Twitter, y los operadores lo usaron para decir que me burlé del homicidio de Úrsula. No me entra en la cabeza cómo alguien puede hacer política con eso" y afirmó que "jamás" se burlaría de la muerte de una joven "en manos de un enfermo". Y concluyó: "Lo que yo quise decir, que quizás no se entendió, es que mientras el Ministerio de la Mujer gasta más de 50 millones en un catering para llenar las barrigas de funcionarios como Victoria Donda, a nuestras hermanas, novias, primas, amigas, madres, las siguen matando".
En diciembre de 2022, el influencer fue reconocido en el puesto Nº 99 del ranking realizado por la consultora Giaccobe y Asociados y publicado por la revista Noticias de los 100 más influyentes para los argentinos.

## Causa contra Cristina Fernández de Kirchner
Luego del Intento de asesinato a Cristina Fernández de Kirchner, fuentes de la Policía de Seguridad Aeroportuaria dieron a conocer audios y mensajes dando cuenta de una relación íntima que Eduardo Prestofelippo mantenía con Brenda Uliarte, detenida y acusada de ser la supuesta instigadora y partícipe del hecho. En septiembre de 2020, Prestofelippo escribió en Twitter, refiriéndose a Cristina Fernández de Kirchner: “Vos no vas a salir viva de este estallido social. Te queda poco tiempo". Tras ello se conocieron publicaciones donde llamaba a atacar la residencia de la expresidente e intentar rociarla con nafta. días después se conocieron serles de las conversaciones sobre un posible atentado contra la vida de la presidente organizadas por el grupo libertario revolución federal Por estos tuits, la justicia hizo allanar el domicilio del periodista y dictó su inmediata detención, aunque fue liberado un día después, luego de una fuerte protesta frente a los Tribunales de Justicia.
A partir del allanamiento, en redes sociales y en medios nacionales, se extendió la versión de que el influencer se habría resistido a la detención. Según Prestofelippo: "En ningún momento me resistí a la autoridad, eso es falso. Estaba durmiendo y me desperté cuando tiraron la puerta".
En torno a esta causa, se viralizó en las redes sociales una fotografía del periodista en su adolescencia, posando junto al presidente de facto Jorge Rafael Videla, tomada durante una entrevista que Prestofelippo le realizó al exdictador, como explicó el propio influencer. El Presto argumentó que "la foto con el presidente de facto no es trucada, también tengo una foto con Pepe Mujica y eso no me hace de la Tupac Amaru" (mal referido a los tupamaros).
Prestofelippo fue procesado por esta causa. En octubre de 2021, la Sala B de la Cámara Federal de Apelaciones de Córdoba revocó el sobreseimiento, y en octubre de 2022 la Cámara Federal de Casación Penal confirmó el procesamiento por lo que la causa se encuentra abierta.
Según el diario La Nación, es de derecha política y de tendencia antiperonista y se ha caracterizado por una marcada militancia opositora a los gobiernos peronistas y kirchneristas, además de polémicas declaraciones políticas y sociales.

## Causa contra Fabiola Yáñez
En 2020, fue denunciado por la pareja del expresidente Alberto Fernández, Fabiola Yáñez, a raíz de tres videos publicados donde el influencer descalificaba a Yáñez. Previo a su entrada al juicio oral, en febrero de 2022, El Presto organizó una murga con sus seguidores en las puertas del tribunal, disfrazado junto una veintena de seguidores en las puertas del tribunal donde agredió a miembros de la prensa que cubrían el evento;el tribunal dictó una sentencia de treinta días de prisión domiciliaria debido a amenazas reiteradas a la ex primera dama y a publicaciones donde llamaba a golpearla entre otras consideraciones del tribunal.
Finalizado el juicio oral, se dictó una sentencia de treinta días de prisión domiciliaria efectiva, y un curso de género dictado por INADI.
Hacia abril de 2024, la Justicia revocó la condena y sentenció que prevalecía la libertad de expresión e invalidó los supuestos delitos de "difusión no autorizada de imágenes íntimas" y de "hostigamiento digital", pero aún sosteniendo que Prestofelippo habría discriminado a Yáñez "por ser mujer".